# Azay-sur-Thouet
Azay-sur-Thouet ist eine französische Gemeinde mit 1.111 Einwohnern (Stand: 1. Januar 2022) im Département Deux-Sèvres in der Region Nouvelle-Aquitaine (vor 2016: Poitou-Charentes). Sie gehört zum Arrondissement Parthenay und zum Kanton La Gâtine. Die Einwohner werden Azéens genannt.

## Geographie
Azay-sur-Thouet liegt etwa acht Kilometer westsüdwestlich von Parthenay am kleinen Fluss Thouet und wird umgeben von den Nachbargemeinden Saint-Aubin-le-Cloud im Norden, Le Tallud im Osten, Saint-Pardoux-Soutiers im Südosten und Süden, Allonne im Süden und Südwesten sowie Secondigny im Westen.

## Bevölkerungsentwicklung
| Jahr      | 1954 | 1962 | 1968 | 1975 | 1982 | 1990 | 1999 | 2006 | 2019 |
| Einwohner | 1005 | 1016 | 926  | 905  | 1008 | 1013 | 947  | 1024 | 1125 |

## Sehenswürdigkeiten

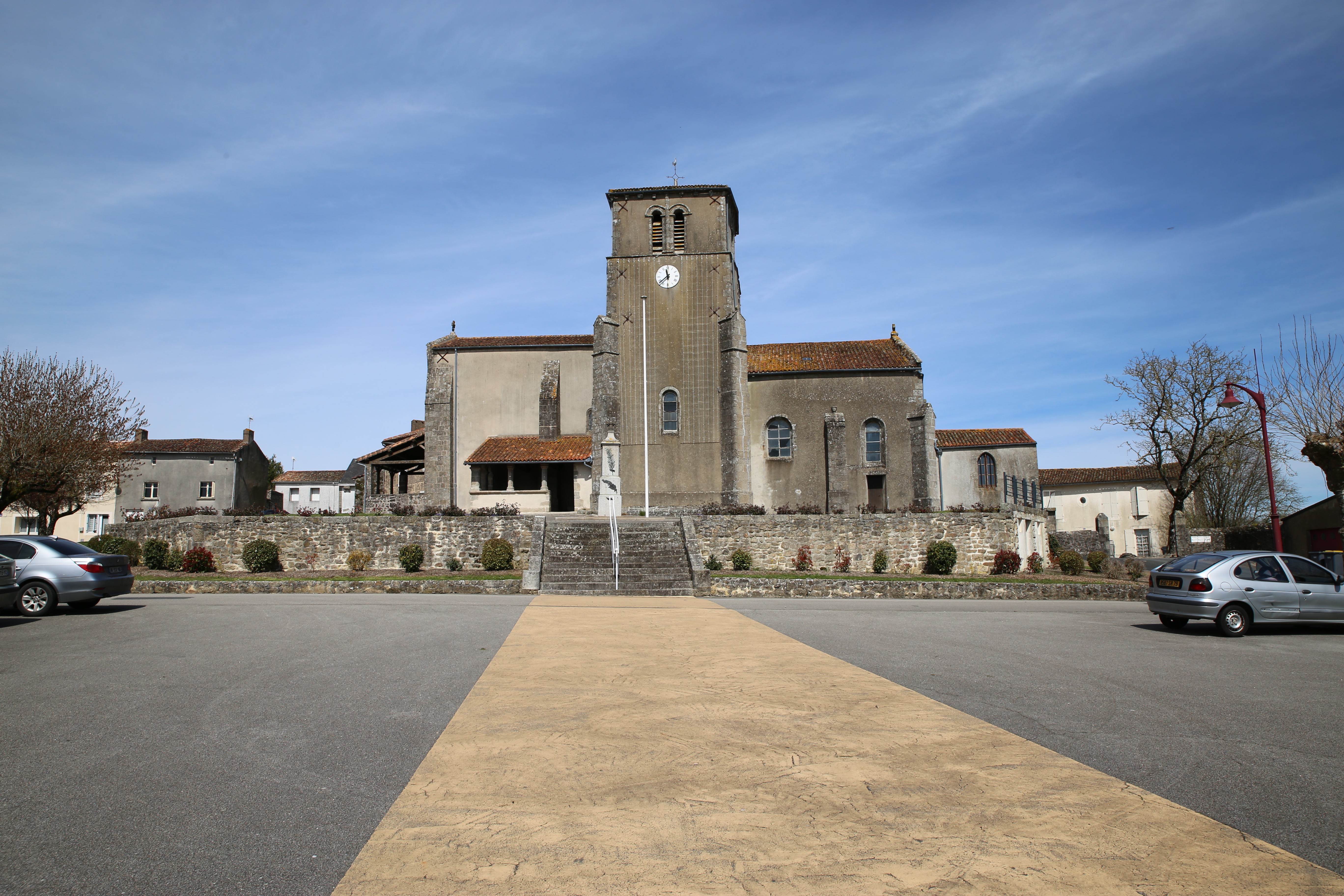
Kirche Saint-Hilaire

- Kirche Saint-Hilaire